# For All Kings
A For All Kings az Anthrax amerikai thrash metal együttes 2016 februárjában megjelent tizenegyedik nagylemeze, melyet Európában a Nuclear Blast, míg Észak-Amerikában a Megaforce Records adott ki. Az album a 9. helyen került fel a Billboard 200-as lemezeladási listára, és ezzel először kerültek be a Top 10-be 1993 óta, amikor a Sound of White Noise albumuk a 7. helyen debütált. A For All Kings az első Anthrax-album, melyen Jonathan Donais a szólógitáros.

## Az album dalai
| 1.    | Impaled (instrumentális)       | 1:31 |
| 2.    | You Gotta Believe              | 6:00 |
| 3.    | Monster at the End             | 3:55 |
| 4.    | For All Kings                  | 5:00 |
| 5.    | Breathing Lightning            | 5:37 |
| 6.    | Breathing Out (instrumentális) | 0:55 |
| 7.    | Suzerain                       | 4:53 |
| 8.    | Evil Twin                      | 4:40 |
| 9.    | Blood Eagle Wings              | 7:53 |
| 10.   | Defend/Avenge                  | 5:13 |
| 11.   | All of Them Thieves            | 5:14 |
| 12.   | This Battle Chose Us!          | 4:53 |
| 13.   | Zero Tolerance                 | 3:48 |
| 59:42 |                                |      |

| 14. | Vice of the People | 5:18 |

| Deluxe Edition bónusz lemez | Deluxe Edition bónusz lemez     | Deluxe Edition bónusz lemez | Deluxe Edition bónusz lemez | Deluxe Edition bónusz lemez | Deluxe Edition bónusz lemez | Deluxe Edition bónusz lemez | Deluxe Edition bónusz lemez | Deluxe Edition bónusz lemez | Deluxe Edition bónusz lemez |
| #                           | Cím                             | Hossz                       |                             |                             |                             |                             |                             |                             |                             |
| --------------------------- | ------------------------------- | --------------------------- | --------------------------- | --------------------------- | --------------------------- | --------------------------- | --------------------------- | --------------------------- | --------------------------- |
| 1.                          | Fight 'Em 'Til You Can't (live) | 6:10                        |                             |                             |                             |                             |                             |                             |                             |
| 2.                          | A.I.R. (live)                   | 6:37                        |                             |                             |                             |                             |                             |                             |                             |
| 3.                          | Caught in a Mosh (live)         | 5:18                        |                             |                             |                             |                             |                             |                             |                             |
| 4.                          | Madhouse (live)                 | 4:06                        |                             |                             |                             |                             |                             |                             |                             |
| 22:11                       |                                 |                             |                             |                             |                             |                             |                             |                             |                             |

## Közreműködők
- Joey Belladonna – ének
- Scott Ian – ritmusgitár, háttérvokál
- Frank Bello – basszusgitár, háttérvokál
- Charlie Benante – dobok, gitár, akusztikus gitár
- Jonathan Donais – szólógitár

## Listás helyezések
| Lemezlista (2016)                             | Legjobb pozíció |
| --------------------------------------------- | --------------- |
| Ausztrália (ARIA Top 50 Albums)               | 12              |
| Ausztria (Ö3 Austria Top 40)                  | 14              |
| Belgium (Ultratop Flandria)                   | 36              |
| Belgium (Ultratop Vallónia)                   | 16              |
| Csehország (ČNS IFPI Albums Top 100)          | 10              |
| Egyesült Királyság (UK Albums Chart)          | 21              |
| Finnország (Musiikkituottajat Albumit Top 50) | 4               |
| Hollandia (Dutch Charts Album Top 100)        | 50              |
| Írország (IRMA)                               | 54              |
| Kanada (Billboard Canadian Albums Chart)      | 14              |
| Lengyelország (ZPAV Album Top 50)             | 35              |
| Magyarország (MAHASZ Top 40 albumlista)       | 17              |
| Németország (Offizielle Top 100)              | 5               |
| Norvégia (VG-lista Album Top 40)              | 25              |
| Olaszország (FIMI Album Top 20)               | 46              |
| Svájc (Schweizer Hitparade Top 100 Albums)    | 8               |
| Svédország (Sverigetopplistan Top 60 Albums)  | 49              |
| Új-Zéland (Recorded Music NZ Top 40 Albums)   | 33              |
| USA Billboard 200                             | 9               |